# Entephria albipunctata
Entephria albipunctata är en fjärilsart som beskrevs av Aubert 1959. Entephria albipunctata ingår i släktet Entephria och familjen mätare. Inga underarter finns listade i Catalogue of Life.